# Battaglin Cicli

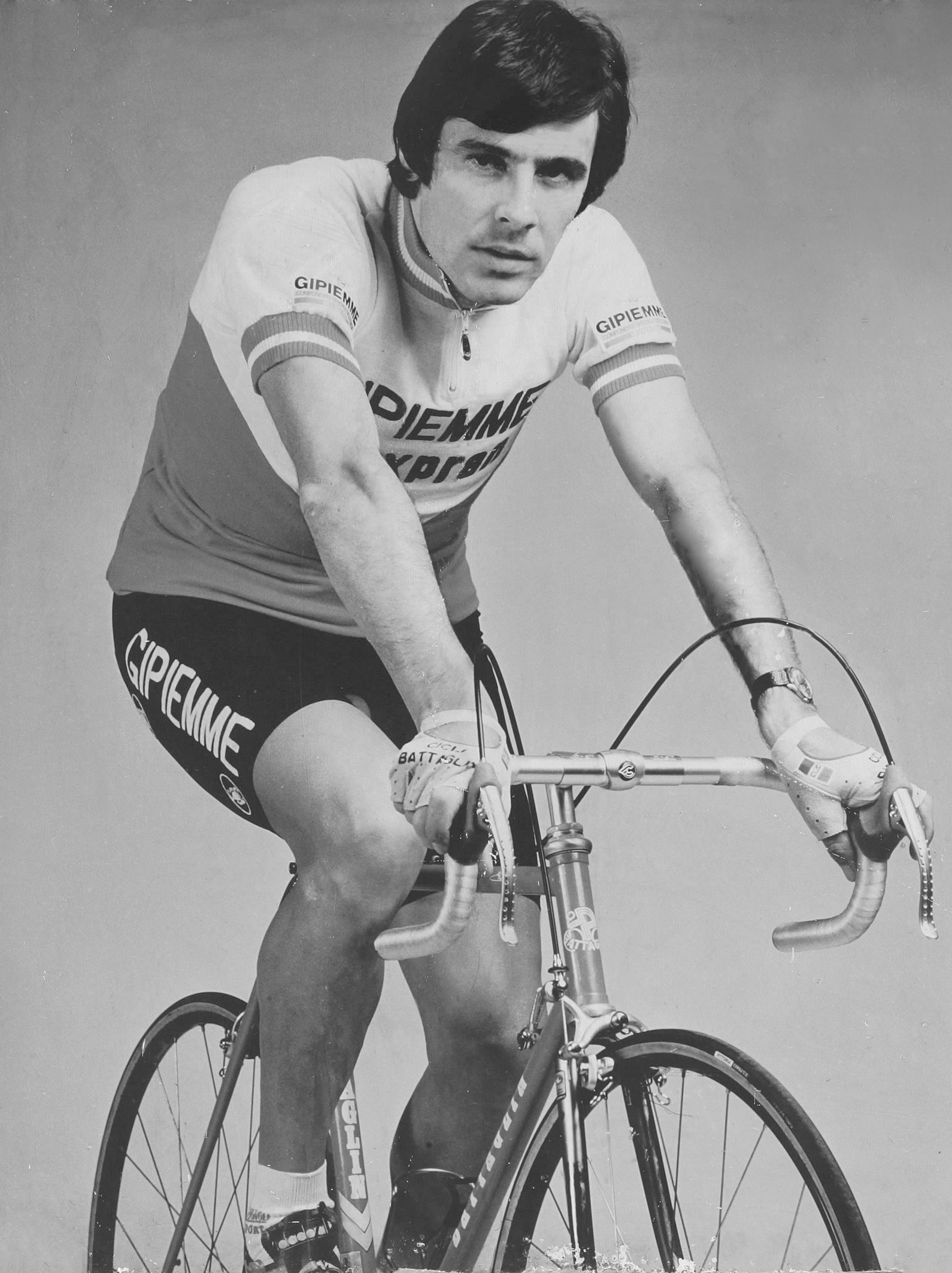
Giovanni Battaglin auf einem seiner ersten selbst hergestellten Räder 1982

Battaglin Cicli Srl. ist ein italienischer Hersteller von Fahrrädern mit Sitz in Marostica, Provinz Vicenza. Das Unternehmen stellt unter der Marke BATTAGLIN Rennräder und unter der Marke FULL-DYNAMIX Mountainbikes her.

## Geschichte
Gegründet wurde Battaglin Cicli vom italienischen Radrennfahrer Giovanni Battaglin 1982, gegen Ende seiner Profikarriere. Im Jahr 2002 sponserte die Firma das Team Ceramiche Panaria Fiordo.
2017 legte Battaglin zu Ehren des Iren Stephen Roche eine eigene Rahmenserie auf. Roche war gelungen, was vor ihm nur Eddy Merckx und 2024 Tadej Pogacar vollbrachte: er hatte 1987 den Giro d’Italia, die Tour de France und die Weltmeisterschaft in Serie gewonnen. Battaglin produzierte zu Ehren Roches zwei klassische Stahlrahmen-Modelle als Sammlerobjekte in limitierte Auflage mit gemufften Rahmen aus Columbus SLX New.
Battaglin stellt auch heute noch klassische Stahlrahmen her.

## Vertrieb
Battaglin Cicli vertreibt seine Räder ausschließlich direkt über das Internet und wirbt damit, dass dadurch die Preise des Zwischenhandels für die Kunden entfallen. Damit will das Unternehmen einen direkten Bezug von Hersteller zu Nutzern seiner Räder herstellen.